# Gunter Pauli
Gunter Pauli (Antwerpen, 3 maart 1956) is voormalig eigenaar van het Vlaamse bedrijf Ecover, een bedrijf dat zich toelegt op het produceren van biologisch afbreekbare schoonmaakmiddelen.
In 1994 stichtte hij ZERI (Zero Emissions Research and Initiatives), dat is gelanceerd door de United Nations University in Tokio. ZERI richt zich op het ontwikkelen van kenniscentra met als doel duurzame productiemethoden te ontwikkelen zonder afval.
Pauli is lid van de Club van Rome en auteur van verschillende boeken.
Zijn eerste boek was de biografie over Aurelio Peccei, grondlegger van de Club van Rome. Gunter Pauli was van 1979 tot 1984 de assistent van Dr. Peccei.
In 1983 werd hij geëerd als Outstanding Young Persons of the World.

## Titels (selectie)
- Zo slim als de natuur: twaalf revolutionaire manieren om voedsel en energie te produceren (Amsterdam: Nieuw Amsterdam, april 2019, 9789046824870)
- The Blue Economy - 10 Years, 100 Innovations, 100 Million Jobs - vertaald in 36 talen (De Nederlandse vertaling: Blauwe economie, 10 jaar, 100 innovaties, 100 miljoen banen - Amsterdam: Nieuw Amsterdam, 2012)

- Out of the Box (2006)
- Upsizing (2000)
- First Five Years of Action (1998)
- Diensten: De Motor Van Onze Economie (1987)
- Crusader for the Future (1987)

## Titels kinderboeken
- The Ant Farmer (2006)
- The Bear and the Fox (2006)
- Can Apples Fly? (2006)
- Cold Feet (2006)
- Colombian Mushrooms (2006)
- The Desert Witch (2006)
- Forest Drinking Water (2006)
- Grow a House (2006)
- The King of Hearts (2006)
- Oranges from Soap (2006)
- Red Rice (2006)
- Shiitake Love Caffeine (2006)
- The Smart Mushroom (2006)
- The Strongest Tree (2006)
- Tree Candy (2006)
- Walking on Water (2006)
- Why Can't I Steal Less? (2006)
- Why Don't They Like Me? (2006)